# 近文車站
近文車站（日语：／ Chikabumi eki */?）是一由北海道旅客鐵道（JR北海道）與日本貨物鐵道（JR貨物）所共同使用的鐵路車站，位於日本北海道旭川市近文町，是JR北海道函館本線沿線的一個無人車站，屬於旭川支社的管轄範圍，並由隔鄰的旭川車站負責管理。

## 概要
近文車站站內設有一座島式月台兩條乘車線，並以跨線天橋連結，月台上可以見到在明治後期興建的木造候車室。
在JR貨物方面，目前本站只作為車攜貨運的臨時收發站，並無貨運列車班次的設定與配置相關的貨運用設備，當然也無貨運專用線的接駁。在過去，近文車站曾有連往北聯組合飼料所屬旭川工廠與昭和殼牌石油油庫的專用線，但已於1996年時廢線。
近文車站與鄰近的鷹栖町（鷹栖町），命名語源自愛奴語中的「cikap-un-i」（鳥棲息的地方）。

## 歷史
近文車站的設站起源，可以回溯到明治政府時期。由於考量北方的俄羅斯南侵之隱憂，日本政府於明治32年時將陸軍第7師團的駐地由札幌牽往旭川，並設置了一條營區建設資材運輸所需、長4.6公里的專用線。這條專用線因為營區位在鷹栖村之故而通稱為鷹栖專用線，而近文就是當時鷹栖專用線自函館本線分岔而出的號誌站（初設時名為近文信號停車場）。1906年路線的管理由北海道官設鐵道轉移至日本國有鐵道下，車站也同步更名為近文信號所，直到1911年時才重起車站業務，正式升級為近文車站（近文駅）。
在第二次世界大戰之後，鷹栖專用線沿線不再有軍事部隊存在，因此1950年時在僅剩2.9公里長的專用線上設置貨運專用的旭川大町車站，主要作為煤礦與木材運輸用途，而鷹栖專用線也轉變成為函館本線的貨運支線。該支線在1978年時正式廢線，而鐵路遺跡則成為觀光休憩用的步道。

### 年表
- 1899年（明治32年）8月11日：以北海道官設鐵道的近文信號停車場開業[1]。
- 1905年（明治38年）4月1日：北海道官設鐵道被編入鐵道作業局（国有鉄道）。近文信號停車場變更為近文信號所[1]。
- 1909年（明治42年）10月12日：在國有鐵道線路名稱的制定下，包含近文信號所在內，函館 - 旭川車站之間命名為函館本線。
- 1911年（明治44年）1月11日：近文信號所成為一般的鐵道車站，並以現在的近文站之名開業[4]。
- 1949年（昭和24年）6月1日：伴隨日本國有鐵道法的實施，函館本線由日本國有鐵道（國鐵）繼承。
- 1950年（昭和25年）1月15日：本站 - 旭川大町站（已廢站）之間的函館本線貨物支線開業[5]。
- 1961年（昭和36年）10月15日：除了専用線的運行外廢止貨物服務[1]。
- 1968年（昭和43年）9月28日：本站 - 旭川站之間雙軌化。
- 1969年（昭和44年）9月30日：包含本站在內，瀧川站 - 旭川站之間交流電化、納內站 - 本站之間雙軌化。
- 1978年（昭和53年）10月1日：廢止本站 - 旭川大町站之間的貨物支線[2]。並將廢止的區間變為步道。
- 1984年（昭和59年）
  - 2月1日：廢止行李服務[1]。
  - 11月10日：車站無人化[6]。
- 1986年（昭和61年）11月（日期不詳）：售票業務再開。
- 1987年（昭和62年）4月1日：國鐵分割民營化，本站成為北海道旅客鐵道（JR北海道）、日本貨物鐵道（JR貨物）的車站[1]。
- 1989年（平成元年）：車站改建[7]。
- 1997年（平成9年）12月19日：運作業務無人化，出票由簡易委託持續。
- 2006年（平成18年）7月1日：簡易委託廢止，完全無人化[8]。
- 2007年（平成19年）10月1日：導入車站編號[9]。
- 2024年（令和6年）3月16日：開始可以使用IC卡「Kitaca」[10][11][12]。成為日本最北可以使用IC卡的鐵道車站（旭川站比近文站稍微南邊一點）。

## 相鄰車站
北海道旅客鐵道（JR北海道）
■函館本線
納内（A25）－伊納（A26）－近文（A27）－旭川（A28）

### 曾經存在的路線
日本國有鐵道（國鐵）
函館本線 貨物支線（鷹栖岐線）
近文－旭川大町